# Чебачок іссик-кульський
Чебачок іссик-кульський (Leuciscus bergi) — риба роду Ялець (Leuciscus), родини Ялецевих. Ендемік озера Іссик-Куль.